# Molitor
Molitor – miasto w Stanach Zjednoczonych, w stanie Wisconsin, w hrabstwie Taylor.